# A Lei e o Crime
A Lei e o Crime é uma série de televisão policial brasileira produzida e exibida pela RecordTV entre 5 de janeiro e 8 de junho de 2009 em 21 episódios. Escrita por Marcílio Moraes com colaboração de Joaquim Assis, Renê Belmonte, Paula Richard, Sylvia Palma, Leonardo Gudel, Eduardo Quental, direção geral de Alexandre Avancini, com produção de Claudio Araújo e produção executiva de José Vicente Savelli.
Conta com Francisca Queiroz, Ângelo Paes Leme, Heitor Martinez, Caio Junqueira, Raquel Nunes, Kito Junqueira, Sílvio Guindane e Aline Borges interpretam os papéis principais.

## Produção
Originalmente A Lei e o Crime seria apenas um especial de fim de ano exibido em dezembro de 2008. Porém após a boa avaliação do texto original do autor, a ideia do especial foi abortada e o projeto foi promovido à série, que seria fixa no ano de 2009 inicialmente com 16 episódios – que foi aumentado para 21 durante sua exibição. Marcílio Moraes quis aproveitar a boa repercussão do filme Tropa de Elite para escrever a série, porém descreveu-a como "o anti-Tropa de Elite", uma vez que tratava do lado obscuro da corporação policial, entre corrupção e milícia. Outra referência para o autor foi sua própria novela, Vidas Opostas, que atingiu grande sucesso com a abordagem mais realista da favela, o qual ele também seguiu mostrando na série.
Em junho de 2009 foi confirmada a segunda temporada para o ano seguinte, porém a novela Ribeirão do Tempo foi aprovada e Marcílio esteve ocupado escrevendo-a entre 2010 e 2011, adiando o projeto. Em 2011, no entanto, o autor alegou que preferia escrever uma série inédita e apresentou para a emissora a sinopse de Fora de Controle, que foi aprovada e entrou no ar em 2012. No final de 2013 houve uma nova tentativa de produzir a segunda temporada para 2014, a qual segundo a sinopse de Marcílio seria ambientada em São Paulo e com um elenco totalmente diferente, porém a ideia foi abortada quando a minissérie do autor Plano Alto foi aprovada.

## Enredo
A Lei e o Crime mostra a vida de Nando, um ex-cabo paraquedista do Exército Brasileiro e agora assalariado de classe média baixa que mata o sogro Reinaldo e se refugia na Favela da Alvorada, onde acaba assumindo o controle do tráfico de drogas do lugar. Depois de cometer o primeiro crime, ele passa a ser perseguido implacavelmente pelo cunhado Romero, um policial corrupto ligado às milícias.
Nesse meio está ainda a herdeira do magnata Alcebíades Laclos, Catarina, que durante um arrastão dentro de um túnel testemunha o cruel assassinato do pai por Nando. A partir daí, ela decide se tornar delegada para prender o culpado, mesmo contrariando a vontade do marido Renato. O problema é que Catarina também almeja cumprir todas as outras "pendências" da delegacia seguindo à risca os desígnios da lei, o que muito importuna Romero e seu parceiro, o inspetor policial Ari.

## Reprises
Foi reprisada pela primeira vez entre 30 de setembro de 2013 e 17 de fevereiro de 2014.
Foi reprisada pela segunda vez entre 5 de julho e 17 de agosto de 2018.
Foi reprisada pela terceira vez entre 2 e 30 de janeiro de 2023, dentro da Sessão Especial 70 Anos.

## Audiência
Em sua estreia, em 2009, a série registrou 18 pontos, garantindo a vice liderança na Grande São Paulo. O último episódio da série marcou 9 pontos. Teve média geral de 13,8 pontos. 
Em sua primeira reprise, a reestreia marcou 6 pontos. Terminou com 3 pontos. Teve média final de 4 pontos. 
Em sua segunda reprise, a estreia marcou 4,5 pontos. No terceiro episódio bateu recorde de 5,1 pontos. O quarto episódio marcou 5,3 pontos. Seu quinto episódio registrou de 5,6 pontos. O último episódio garantiu 5,6 pontos. Teve média final de 5,1 pontos.
Em sua terceira reprise, reestreou com 4,1 pontos. O quarto episódio marcou 4,3 pontos. Bateu recorde no dia 11 de janeiro com 4,9 pontos. O último episódio marcou 4 pontos. Teve média geral de 4 pontos.

## Elenco
| Ator                  | Personagem                               |
| --------------------- | ---------------------------------------- |
| Ângelo Paes Leme      | Fernando dos Santos (Nandinho da Bazuca) |
| Francisca Queiroz     | Delegada Catarina Laclos                 |
| Caio Junqueira        | Inspetor Romero Dias                     |
| Heitor Martinez       | Inspetor Leandro Fontes                  |
| Raquel Nunes          | Olímpia Dias dos Santos                  |
| Kito Junqueira        | Inspetor Ari Carvalho                    |
| Sílvio Guindane       | Valdo Marcondes / Saci                   |
| Aline Borges          | Gislaine / Lacraia                       |
| Eduardo Lago          | Dr. Renato                               |
| Gabriela Durlo        | Rosa das Neves                           |
| Cristina Pereira      | Jussara                                  |
| Felipe Martins        | André                                    |
| Rogério Britto        | Inspetor Araújo                          |
| Chico Expedito        | Seu Cícero                               |
| André Ramiro          | Tião Meleca                              |
| Marília Barbosa       | Luísa Dias                               |
| Adriana Prado         | Enfª. Josefa                             |
| Léa Garcia            | Clara Marcondes                          |
| Valquíria Ribeiro     | Maria Joana                              |
| Daniel Andrade        | Inspetor Orlando                         |
| Luiz Carlos de Moraes | Seu Izaque                               |
| Caetano O'Maihlan     | Clint                                    |
| Miguel Nader          | Cristóvão                                |
| Wendel Barros         | Ermelindo                                |
| Giullia Buscacio      | Patrícia Fontes (Paty)                   |
| Larissa Henrique      | Sandra Dias dos Santos (Sandrinha)       |
| Rodrigo Costa         | Celso das Neves Dias (Celsinho)          |

### Participações especiais
| Ator                | Personagem                              |
| ------------------- | --------------------------------------- |
| Jonas Bloch         | Deputado Feitosa                        |
| Reynaldo Gonzaga    | Válter                                  |
| Marcelo Escorel     | Juvenal                                 |
| Cláudio Gabriel     | Anderson                                |
| Roberto Frota       | Reinaldo Dias                           |
| Nildo Parente       | Alcebíades de Souza                     |
| Adriano Garib       | Setúbal                                 |
| Alexandre Barillari | piloto de avião                         |
| Alexandre Damascena | segurança                               |
| Juliana Teixeira    | Margarida                               |
| André Segatti       | Ferradura                               |
| Ângelo B.           | Maraca                                  |
| Antônio Grassi      | Adolfo                                  |
| Bruno Possa         | Toninho                                 |
| Caco Baresi         | Garcia                                  |
| Carlos Seidl        | Juvenal                                 |
| Carol Portes        | Amanda Leiradela                        |
| Carolina Chalita    | Cleópatra                               |
| Carolina Pavanelli  | Aninha                                  |
| Chico Melo          | Zé Bucho                                |
| Chico Silva         | Delegado Dias                           |
| Cyrano Rosalém      | Rocha                                   |
| Daniel Barcellos    | Ver. Cunha                              |
| David Herman        | Henry Gibson                            |
| Dayse Pozzato       | Eleuteria                               |
| Edmo Luis           | apresentador do campeonato de vale-tudo |
| Eliete Cigarini     | Maria José                              |
| Erick Macimiano     | Mariola                                 |
| Fernanda Ribeiro    | Daiane                                  |
| Flávia Monteiro     | Rebeca                                  |
| Flávio Pardal       | Amador                                  |
| Floriano Peixoto    | vice-governador                         |
| Gilberto Hernandez  | Promotor Lopes                          |
| Gilles Gwizdek      | Oliver                                  |
| Gisele Tigre        | Neusa                                   |
| Gregório Duvivier   | M. Simão                                |
| Gustavo Ottoni      | chefe de polícia                        |
| Hélio Ribeiro       | Dantas                                  |
| Ilya São Paulo      | Pascoal                                 |
| Jaqueline Macoeh    | Vivian                                  |
| Jonathan Nogueira   | Inspetor Edson                          |
| Joyce Lima          | Sheila                                  |
| Luciana Garcia      | vizinha                                 |
| Marcela Moura       | Laura                                   |
| Marcelo Mello Jr.   | Sérgio Zica (Serginho)                  |
| Márcio Machado      | Bianca                                  |
| Márcio Roccardi     | Rodney                                  |
| Marcos Suchara      | Antenor                                 |
| Maurício Branco     | Alfonso                                 |
| Minotouro           | Queixo-Duro                             |
| Mônica Torres       | Tereza                                  |
| Natália Guimarães   | Gisele                                  |
| Neco Vila Lobos     | Mané Troucho                            |
| Oberdan Júnior      | Tãozinho                                |
| Otto Jr.            | Albano                                  |
| Pamella Jackson     | Beyonce                                 |
| Patrícia Araújo     | Michela                                 |
| Paula Jubé          | Cristina                                |
| Paulo Carvalho      | Belisário                               |
| Raymundo de Souza   | Delegado Berlusco                       |
| Rebecca Ariadne     | Janaina                                 |
| Rhuan Nilton        | Cleiton                                 |
| Roberta Repetto     | Joselaine                               |
| Roberto Lopes       | Lobato                                  |
| Roberto Pirillo     | Dep. Trancoso                           |
| Rodrigo Nogueira    | Rogerio                                 |
| Rogério de Freitas  | Dr. Rangel                              |
| Rogério Romera      | Felício                                 |
| Ronaldo Reis        | segurança                               |
| Roney Villela       | Aristides                               |
| Samantha Brandão    | Suzana                                  |
| Samir Murad         | Orlandino                               |
| Samuel de Assis     | Toinho                                  |
| Saulo Vasconcelos   | Augusto Aguiar                          |
| Sérgio Henrique     | Chulé                                   |
| Sérgio Medeiros     | Fidelzinho                              |
| Sérgio Monte        | Almeida                                 |
| Tânia Costa         | Larissa                                 |
| Taumaturgo Ferreira | Dr. Eduardo                             |
| Thalita Ribeiro     | Mabel                                   |
| Tião D'Ávila        | Cavalcanti                              |
| Thomas Hale         | Paul                                    |
| Tulanih             | Marlene                                 |
| Vanessa Gerbelli    | Celeste                                 |
| Valéria Alencar     | Cleonice                                |
| Vicente Coelho      | Juca                                    |
| Vilma Melo          | Arminda                                 |
| Wendell Bendelack   | Cebola                                  |
| William Vita        | Serjão                                  |
| Yachmin Gazal       | Denise                                  |